# Oslo International Poetry Festival
Oslo International Poetry Festival hölls 14-16 juni 1985 med titeln Från Shamanism till High-Tech och 14-20 augusti 1986 med titeln Världen i Oslo - Oslo i Världen.
Poesifestivalen uppmärksammades både i Norge och i utlandet. Många av världens stora nytänkare, poeter, författare, dansare, shamaner och vetenskapsmän deltog. Oslos ordförare Albert Nordengen öppnade festivalen och Åse Kleveland var konferencier. En stor duk spändes upp mellan Oslo Rådhus' två torn, på vilken det projicerades laserkonst. Den norske författaren Axel Jensens fartyg Shanti Devi låg fortöjd vid Aker Brygge varifrån man ledde hela projektet. Sponsorer var bland andra DnC, Oslo kommun, Norska UD, Hertz och SAS. Begivenheterna föregick bland annat i Oslo Konserthus, Nationalteatret, på Aker Brygge och Karl Johan.
Deltagare var bland andra:
| - Octavio Paz - Sonia Sanchez - James Baldwin - Andreij Voznesinsky - Gherasim Luca - R. D. Laing - Roger Greenwald - Jan Verner-Carlsson - Protima Bedi - Gherasim Luca - Rolf Jacobsen - Horst Baumann - Piet Hein | - Albert Nordengen - Åse Kleveland - Karin Krogh - Noel Cobb - Lawrence Ferlinghetti - William Irwin Thompson - Karl Pribram - Wayne Garcia - Joolz - Randall Meyers - Hazel Henderson - Patricia Leventon - Arne Næss | - Francis Huxley - Robert Anton Wilson - Adele Getty, - Ntozake Shange - Ustad Nazim Ali Khan - Sirje Kaerma - A.T.H. Ljungberg - Tomas Tranströmer - Göran Tunström - Bodil Lindfors - Jarkko Laine - Ellen Einan - Warren R. Carlstrom | - Arne Nordheim - Roí Patursson - Anthony Barnett - Robert Haraldsen - The Fugs - Erik Bye - Russel Hoban - Walter Ahart - Mathew Collins - Frode Alnæs |  |

Den norske författaren Axel Jensen var ordförare i OIPF 1985 och 1986. I kommittéerna fanns också:
| - Olav Angell - Lasse Tømte - Halfdan W. Freihow - Thomas Bay - Robert E. Haraldsen - Jan Christian Mollestad | - Cecilie Sverre - Kjell Finstad - Kristin Hansen - Randi Mikkelsen - Tone Hovland - Sven Bjørk | - Pelle Gustavsen - Erik Varjord - Ellen Lange - Pratibha Jensen - Bjørn Stendahl - Wayne Garcia | - Khalid Thathad - Marte Askeland - Geir Giske - Trygve Åslund - Tom Knutzen - Ikhlaque Chan, | - Klaus Fjellberg. |